# NGC 187
NGC 187 је спирална галаксија у сазвежђу Кит која се налази на NGC листи објеката дубоког неба.
Деклинација објекта је - 14° 39' 23" а ректасцензија 0h 39m 30,2s. Привидна величина (магнитуда) објекта NGC 187 износи 13,2 а фотографска магнитуда 13,9. NGC 187 је још познат и под ознакама MCG -3-2-34, IRAS 00369-1455, PGC 2380.